# Ano Internacional da Aprendizagem sobre os Direitos Humanos
O Ano Internacional da Aprendizagem sobre os Direitos Humanos foi lançado no 60.º aniversário da Declaração Universal dos Direitos Humanos, em 10 de dezembro de 2008, pela Organização das Nações Unidas.
O ano é dedicado a atividades com o objetivo de ampliar e aprofundar a aprendizagem sobre os direitos humanos, com base nos princípios da universalidade, indivisibilidade, interdependência, imparcialidade, objectividade, da não-seletividade, do diálogo construtivo e da cooperação, tendo sido proclamado através da Resolução 62/171 de 18 de dezembro de 2007. Tem como objectivo reforçar a promoção e proteção dos direitos humanos e as liberdades fundamentais, incluindo o direito ao desenvolvimento.
Como Alto Comissário da ONU para os Direitos Humanos, Navi Pillay explica: "Dezenas de milhões de pessoas por todo o mundo ainda não estão conscientes de que têm direitos que podem exigir, e que os seus governos são responsáveis por eles, e por um amplo conjunto de direitos com a legislação nacional e internacional. Apesar de todos os nossos esforços nos últimos 60 anos, este aniversário vai passar por muitas pessoas, e é essencial manter o ritmo, permitindo assim que mais e mais pessoas se levantem e reivindiquem os seus direitos. Por esta razão, congratulo-me sinceramente pelo fato de que o próximo ano, foi designado como o Ano Internacional da Aprendizagem dos Direitos Humanos. E gostaria de incentivar os ministérios, instituições, professores, pais e outras pessoas em posição de responsabilidade em todo o planeta, para aproveitar esta oportunidade para assegurar que a próxima geração é dada a oportunidade máxima para reivindicar o que foi prometido a eles nesse documento extraordinário conhecida como a Declaração Universal dos Direitos Humanos."